# National Rugby League 2002
La National Rugby League de 2002 fue la 95.ª edición del torneo de rugby league más importante de Australia y Nueva Zelanda.

## Formato
Los clubes se enfrentaron en una fase regular de todos contra todos, los ocho equipos mejor ubicados al terminar esta fase clasificaron a la postemporada.
Se otorgaron 2 puntos por el triunfo, 1 por el empate y ninguno por la derrota.

## Desarrollo

### Tabla de posiciones
| Pos. | Equipo                        | Encuentros | Encuentros | Encuentros | Encuentros | Tantos | Tantos | Tantos | Puntos |
| Pos. | Equipo                        | PJ         | PG         | PE         | PP         | F      | C      | Dif    | Puntos |
| ---- | ----------------------------- | ---------- | ---------- | ---------- | ---------- | ------ | ------ | ------ | ------ |
| 1    | New Zealand Warriors          | 24         | 17         | 0          | 7          | 688    | 454    | +234   | 38     |
| 2    | Newcastle Knights             | 24         | 17         | 0          | 7          | 724    | 498    | +226   | 38     |
| 3    | Brisbane Broncos              | 24         | 16         | 1          | 7          | 672    | 425    | +247   | 37     |
| 4    | Sydney Roosters               | 24         | 15         | 1          | 8          | 621    | 405    | +216   | 35     |
| 5    | Cronulla-Sutherland Sharks    | 24         | 15         | 0          | 9          | 653    | 597    | +56    | 34     |
| 6    | Parramatta Eels               | 24         | 10         | 2          | 12         | 531    | 440    | +91    | 26     |
| 7    | St. George Illawarra Dragons  | 24         | 9          | 3          | 12         | 632    | 546    | +86    | 25     |
| 8    | Canberra Raiders              | 24         | 10         | 1          | 13         | 471    | 641    | -170   | 25     |
| 9    | Northern Eagles               | 24         | 10         | 0          | 14         | 503    | 740    | -237   | 24     |
| 10   | Melbourne Storm               | 24         | 9          | 1          | 14         | 556    | 586    | -30    | 23     |
| 11   | North Queensland Cowboys      | 24         | 8          | 0          | 16         | 496    | 803    | -307   | 20     |
| 12   | Penrith Panthers              | 24         | 7          | 0          | 17         | 546    | 654    | -108   | 18     |
| 13   | Wests Tigers                  | 24         | 7          | 0          | 17         | 498    | 642    | -144   | 18     |
| 14   | South Sydney Rabbitohs        | 24         | 5          | 0          | 19         | 385    | 817    | -432   | 14     |
| 15   | Canterbury-Bankstown Bulldogs | 24         | 20         | 1          | 3          | 707    | 435    | +272   | 8      |

|  | Postemporada. |

### Postemporada

#### Finales de clasificación
| 13 de septiembre | Sydney Roosters | 32 - 20 | Cronulla-Sutherland Sharks |  |  |

| 14 de septiembre | Brisbane Broncos | 24 - 14 | Parramatta Eels |  |  |

| 14 de septiembre | Newcastle Knights | 22 - 26 | St. George Illawarra Dragons |  |  |

| 15 de septiembre | New Zealand Warriors | 36 - 20 | Canberra Raiders |  |  |

#### Semifinal
| 21 de septiembre | St. George Illawarra Dragons | 24 - 40 | Cronulla-Sutherland Sharks |  |  |

| 22 de septiembre | Sydney Roosters | 38 - 12 | Newcastle Knights |  |  |

#### Finales premilinares
| 28 de septiembre | Brisbane Broncos | 12 - 16 | Sydney Roosters |  |  |

| 29 de septiembre | New Zealand Warriors | 16 - 10 | Cronulla-Sutherland Sharks |  |  |

#### Final
| 6 de octubre | New Zealand Warriors | 8 - 30 | Sydney Roosters | ANZ Stadium, Sídney             |  |
|              |                      |        |                 | Asistencia: 80.130 espectadores |  |

| Bandera de Australia    |
| Campeón Sydney Roosters |
| Décimo segundo título   |